# Willow (servis)

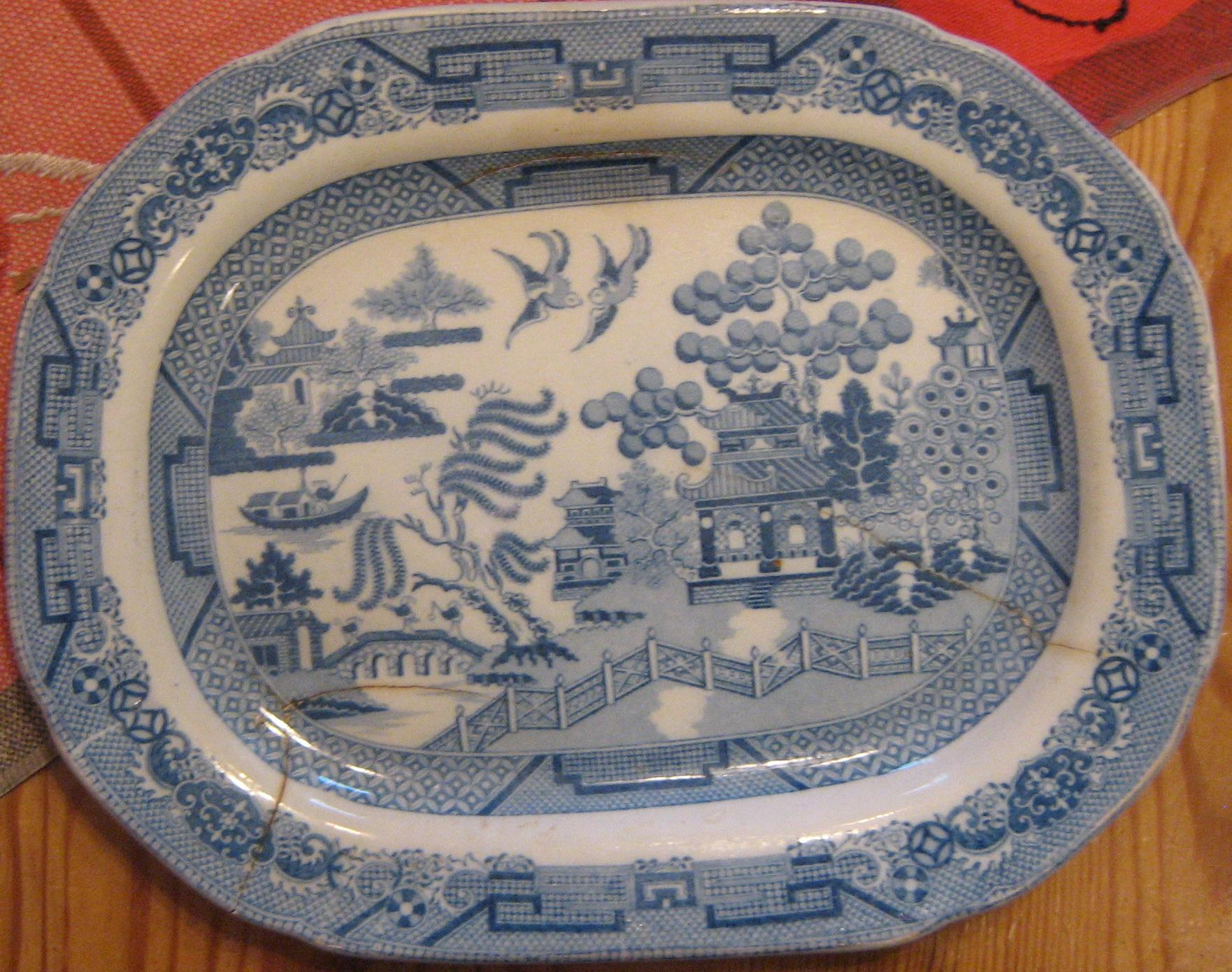
Fat med Willow-dekor. England tidigt 1800-tal

Willow eller The Willow pattern är ett av världens mest kända porslinsdekorsmönster. 
Namnet Willow kommer från tårpilarna i dekorens landskap.
Motivet kan enkelt sägas vara: Ett antal öar (oftast 3 eller 4) i ett kinesiskt vattenlandskap, på öarna är pagoder belägna, öarna är sammanbundna med broar, och på broarna ses kineser med parasoll passera. På de "äkta" varianterna på dekoren finns även i förgrunden ett par duvor flygande över landskapet.
Dekoren är ursprungligen en ganska vanlig dekor på Qianlong-porslin i sin ursprungliga form. Det kinesiska porslinet skiljer sig dock väldigt mycket från tallrik till tallrik, det fanns vid den här tiden inget begrepp om hur Willow skulle se ut.
Mönstret kopierades redan på 1780-talet som tryckt dekor på engelskt flintgods, och blev under tidigt 1800-tal mycket spritt.
Kring servisens dekor skapades till och med en saga, vars äldsta variant är bevarad från 1840-talet. Sagan trycktes redan på 1800-talet även på svenska, och lyder:
I ett praktfullt palats, två våningar högt och omgivet av prunkande träd bodde en mäktig mandarin, en av kejsarens uppbördsmän för tull. Hit hade han dragit sig tillbaka sedan köpmännens klagan gjort det omöjligt för honom att fortsätta sin verksamhet, av vilken den officiella delen utfördes av en ung sekreterare, Chang, medan han själv stod för en mera lönande del, att inkassera mutor från smugglare. Chang fick följa honom till palatset vid floden för att avsluta räkenskaperna, varefter han avskedades. Men då hade det hänt! Mandarinens enda dotter, den vackra Koong-se, och Chang hade förälskat sig i varandra. Med kammarjungfruns hjälp möttes de när skymningen fallit över apelsinträd och blommande pioner i den stora trädgården och lovade varandra evig kärlek och trohet. En dag uppenbarades saken för fadern som blev mäkta vred och avskedade kammarjungfrun och satte Koong-se i förvar i ett rum som på tre sidor omgavs av floden och vars enda utgång vette mot faderns rum. För säkerhets skull byggdes ett högt staket mellan palatset och trädgården. Koong-se lovades bort till en rik adelsman, Ta-jin, och bröllopet skulle äga rum när persikoträden stod i blom. En kväll när Koong-se satt vid vattnet såg hon ett kokosnötsskal med segel komma flytande - hon fångade in det med sitt parasoll och fann en dikt från Chang, avslutad med orden "när pilen tappar sina hängen och persikoträdets knoppar slår ut i blom, skall din trogna Chang sjunka bland lotusblommorna i det djupa vattnet". Koong-se ristade rådigt med sin brodernål i en elfenbensplatta: "Skördar inte en god husbonde den frukt som hotas av stöld? När pilens hängen slaknar på grenarna kommer den frukt du skattar högst att rövas bort." Kokosnöten förde hennes ord nedför floden. Från Ta-jin anlände ett stort skrin med sällsynta juveler till Koong-se och bröllopsceremonierna inleddes med en måltid för fader och brudgum. När alla de traditionella hälsningsskålarna utväxlats somnade fadern och Ta-jin och Chang, förklädd i en drucken tjänares dräkt, kunde passera rummet och hämta den överraskade Koong-se. Med juvelskrinet flydde de över bron men fadern vaknade och förföljde dem, men utan att hinna fatt dem. Hos den trogna kammarjungfrun kunde Koong-se och Chang länge hålla sig dolda, och här gifte de sig. Slutligen kringrändes också detta hus av spejare, och endast tack vare kammarjungfruns skickligt förhalande samtal kunde Koog-se och Chang bakvägen undkomma i en båt nedför floden. För juvelerna köpte de en liten ö där de byggde sitt hem och odlade jorden. Chang blev berömd som författare till en bok om lantbruk och därigenom kom den hämndgirige Ta-jin honom på spåren. Chang överfölls och sårades dödligt, den olyckliga Koong-se flydde in i sitt hem, satte eld på huset och omkom i lågorna. Gudarna straffade Ta-jin med en plågsam sjukdom med vilken han gick i graven, obegråten och utan vänner, men av medkänsla med Koong-se och Chang lät de förvandla de älskade till två odödliga duvor, symbolen för en trofasthet som ger skönhet i livet och oskiljaktighet i döden.
Under senare hälften av 1800-talet påverkade sagan servisens utseende, och dekoren blev likformad för att passa sagans innehåll.
Willowdekoren tillverkas fortfarande vid flera engelska porslinsfabriker.
I Sverige har Willow tillverkats av flera fabriker, 1826 började Rörstrand tillverka "1826 års mönster", en arkaisk Willow som senare ersattes med en modernare variant som fanns i produktion fram till 1888.
Gustafsberg tillverkade Willow i standardform 1880-1901 och 1916-1958.